# La Razón
La Razón – hiszpański dziennik założony w 1998 roku w Madrycie przez Luisa Marię Ansóna. Gazeta jest ogólnokrajowym dziennikiem, z lokalnymi siedzibami w Barcelonie, Murcji, Sewilli, Walencji oraz Valladolid.
Nakład La Razón wynosi 142 838 egzemplarzy, co daje mu piąte miejsce w Hiszpanii pod względem nakładu wśród ogólnokrajowych dzienników (za ABC, El País, El Mundo oraz barcelońskim La Vanguardia).
Politycznie dziennik popiera partie prawicowe, głównie konserwatywno-liberalne.